# Parc Marcel-Bleustein-Blanchet
Pour les articles homonymes, voir Bleustein et Blanchet.
Le square Marcel-Bleustein-Blanchet, avant 2004 parc de la Turlure, est un espace vert dans le 18e arrondissement de Paris.

## Situation et accès
Il est situé rue du Chevalier-de-La-Barre au sommet de la butte Montmartre et à proximité du Sacré-Cœur
Le square est accessible par le 1, rue de la Bonne.
Il est desservi par la ligne 12 à la station Lamarck - Caulaincourt.

## Description
Ce jardin en terrasses constitué du Grand Salon et du Salon vert abrite des jeux pour enfants, un amphithéâtre, une fontaine-bassin aménagée en petite cascade, des bancs en pierre dans une pergola recouverte de glycines et de vigne vierge. Son premier nom vient d'un ancien moulin dit moulin de la Turlure, sis jadis à cet emplacement entre 1770 et 1820.

Vues du square
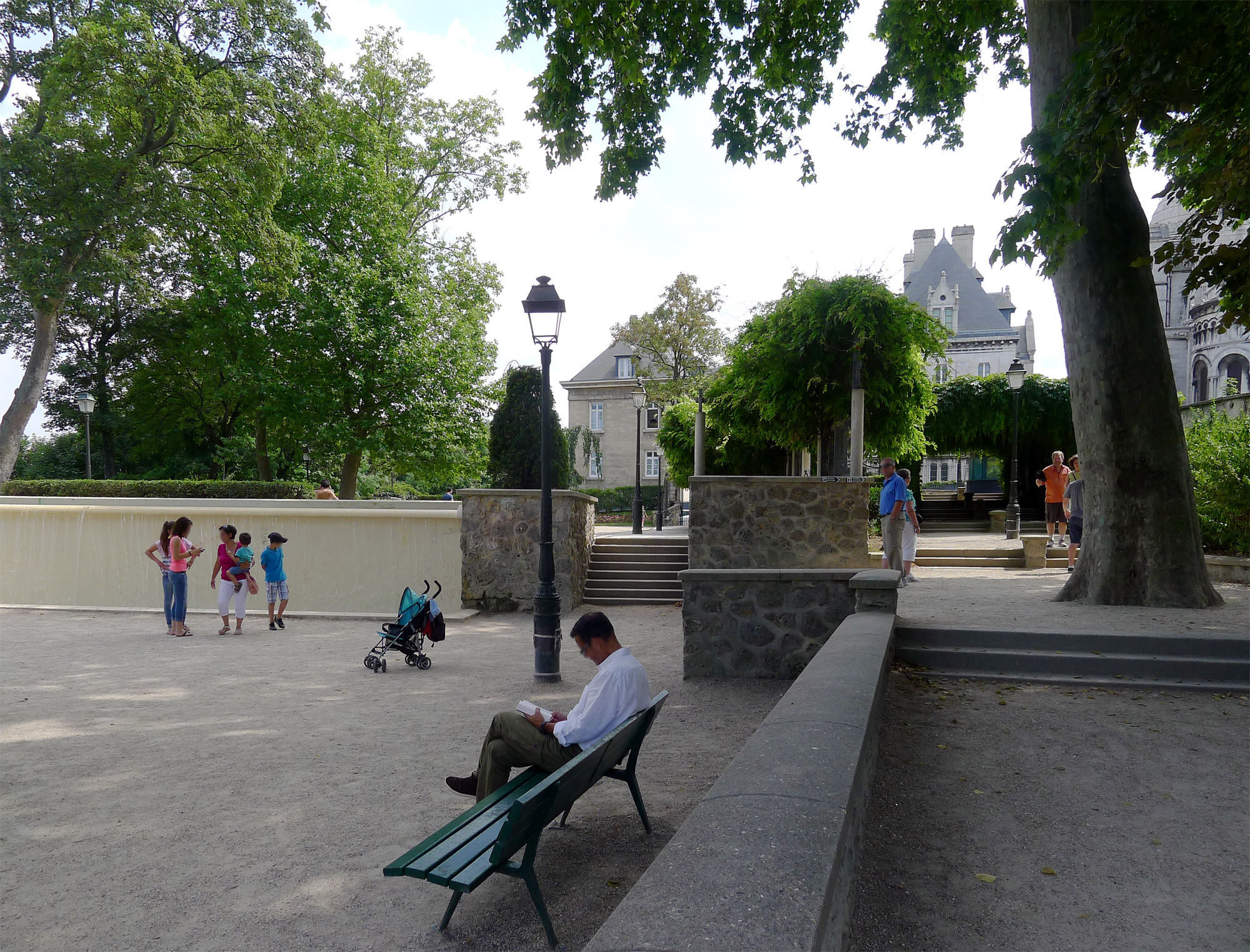
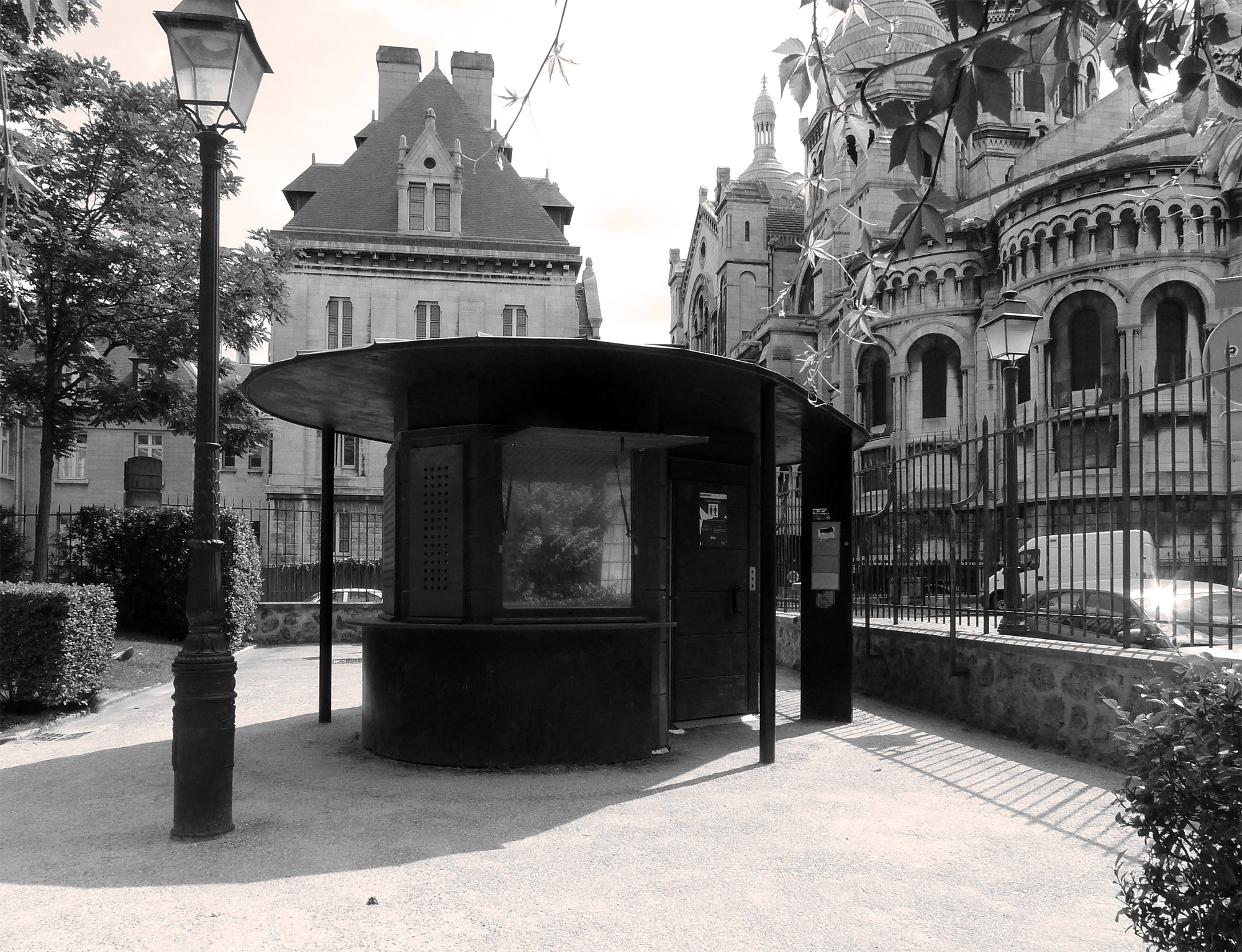

## Origine du nom
Il rend hommage à Marcel Bleustein-Blanchet (1906-1996), résistant, publicitaire français et fondateur du groupe Publicis, aujourd'hui le troisième groupe mondial de publicité.

## Historique
D'une superficie de 4 715 m2, il a été ouvert en 1988 sous le nom  de « parc de la Turlure », car il occupe l'emplacement de l'ancien moulin à vent de la Turlure puis il est devenu en 2004 « square Marcel-Bleustein-Blanchet » puis « parc Marcel-Bleustein-Blanchet ».

## Botanique
- Platane commun (classé arbre remarquable)[1].